# Tolors
Tolors (in armeno Տոլորս) è un comune di 450 abitanti (2010) della Provincia di Syunik in Armenia.